# Joan Baez, Vol. 2
Joan Baez, Vol. 2 es el segundo álbum en directo de la cantante estadounidense Joan Baez, publicado por la compañía discográfica Vanguard Records en octubre de 1961. De forma similar a su predecesor, Joan Baez, Vol. 2 incluyó en su mayoría canciones tradicionales, con el apoyo de The Greenbiar Boys en los coros en dos temas. Alcanzó el puesto trece en la lista estadounidense Billboard 200 y fue nominado al Grammy en la categoría de mejor grabación folk de música étnica o tradicional.

## Lista de canciones
Todas las canciones tradicionales y arregladas por Joan Baez excepto donde se anota.
1. "Wagoner's Lad" (Tradicional) – 2:14
2. "The Trees They Do Grow High" (Tradicional) – 2:59
3. "Lily of the West" – 3:21
4. "Silkie" (Child No. 113) – 4:01
5. "Engine 143" – 3:32
6. "Once I Knew a Pretty Girl" – 2:56
7. "Lonesome Road" – 2:23
8. "Banks of the Ohio" – 3:09
9. "Pal of Mine" – 2:50
10. "Barbara Allen" (Child No. 84) – 4:17
11. "The Cherry Tree Carol" (Child No. 54) – 3:30
12. "Old Blue" – 2:36
13. "Railroad Boy" – 2:31
14. "Plaisir d'Amour" ("The Joys of Love") (Jean Paul Egide Martini alias Martini il Tedesco) – 3:11

Temas extra
1. "I Once Loved A Boy" – 2:39
2. "Poor Boy" – 2:55
3. "Longest Train I Ever Saw" – 3:15

## Personal
- Joan Baez: voz y guitarra acústica
- The Greenbriar Boys: coros

## Posición en listas
| País           | Lista         | Posición |
| -------------- | ------------- | -------- |
| Estados Unidos | Billboard 200 | 13       |